# Бад-Фраєнвальде
Бад-Фраєнвальде (нім. Bad Freienwalde) — місто в Німеччині, розташоване в землі Бранденбург на кордоні з Польщею. Входить до складу району Меркіш-Одерланд.
Площа — 131,73 км2. Населення становить 12 286 ос. (станом на 31 грудня 2020).
У місті похований Герой Радянського Союзу Ільїн Сергій Спиридонович.

## Демографія
- Динаміка населення з 1875 року в сучасних кордонах (Синя лінія: населення; Пунктир: відносна порівняльна динаміка населення землі Бранденбург; Сірий фон: період Третього рейху; Помаранчевий фон: період НДР)
- Динаміка населення (синя лінія) і прогнози

| Рік  | Населення |
| ---- | --------- |
| 1875 | 15 003    |
| 1890 | 17 076    |
| 1910 | 19 016    |
| 1925 | 18 825    |
| 1939 | 19 850    |
| 1950 | 20 867    |
| 1964 | 19 077    |

| Рік  | Населення |
| ---- | --------- |
| 1971 | 18 769    |
| 1981 | 17 455    |
| 1985 | 17 023    |
| 1990 | 16 659    |
| 1995 | 15 624    |
| 2000 | 14 808    |
| 2005 | 13 739    |

| Рік  | Населення |
| ---- | --------- |
| 2010 | 12 788    |
| 2015 | 12 406    |
| 2016 | 12 316    |
| 2017 | 12 327    |
| 2018 | 12 365    |
| 2019 | 12 304    |
| 2020 | 12 286    |

Джерела даних вказані на Wikimedia Commons.

## Галерея

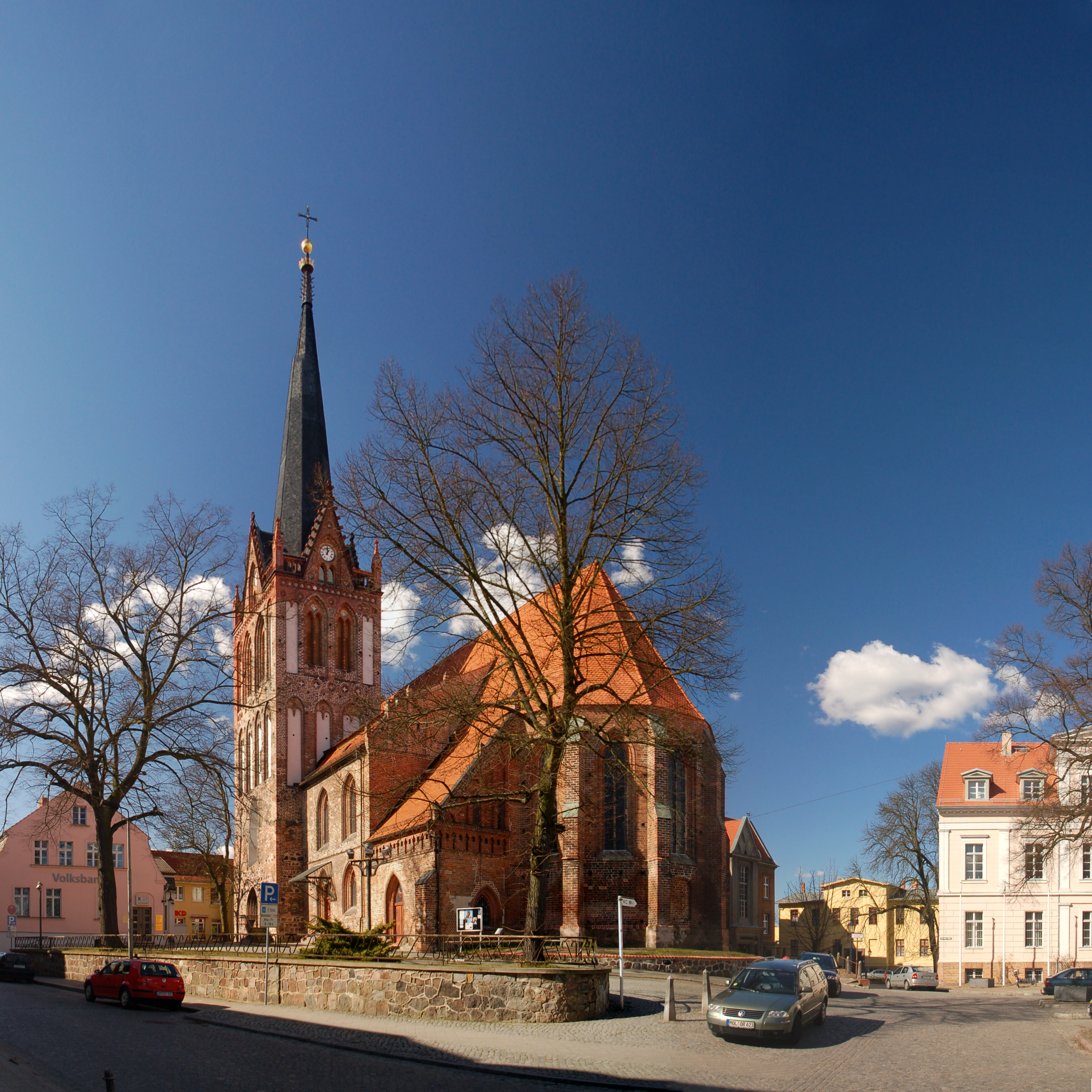
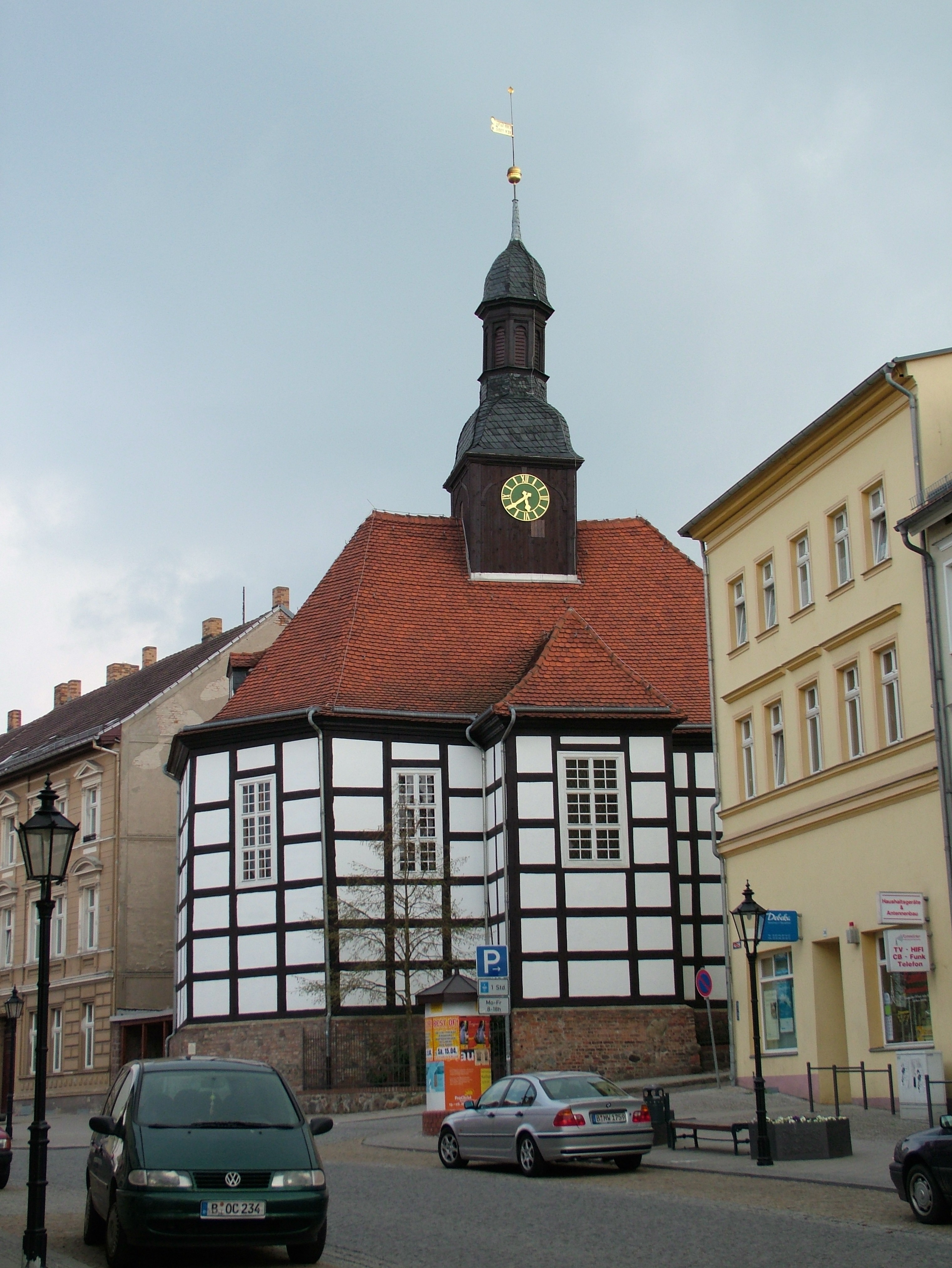
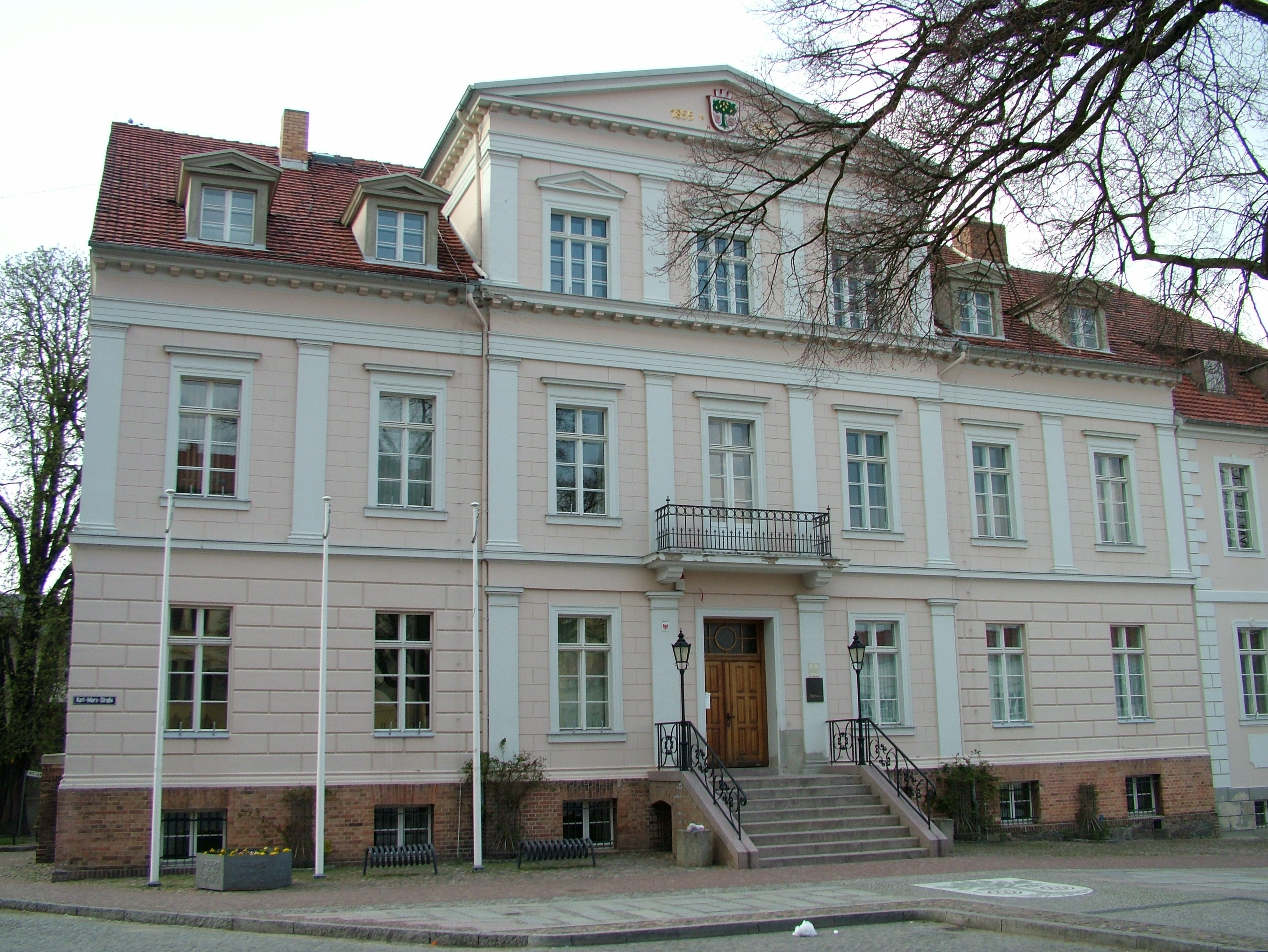
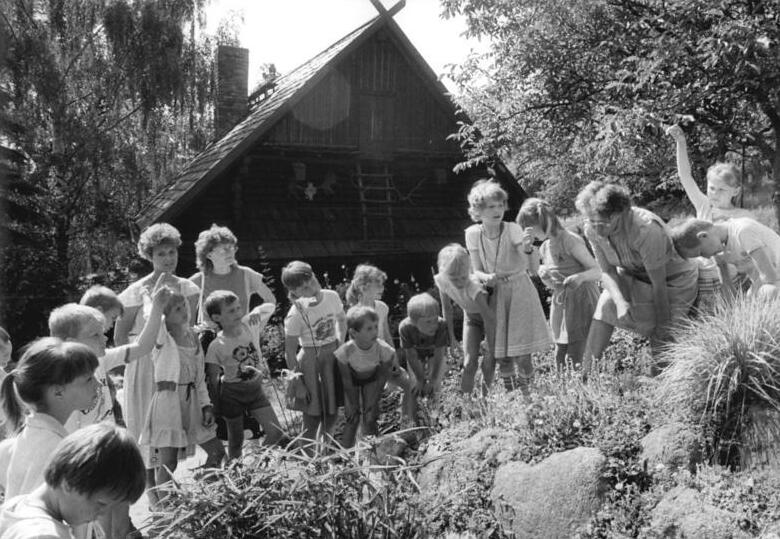
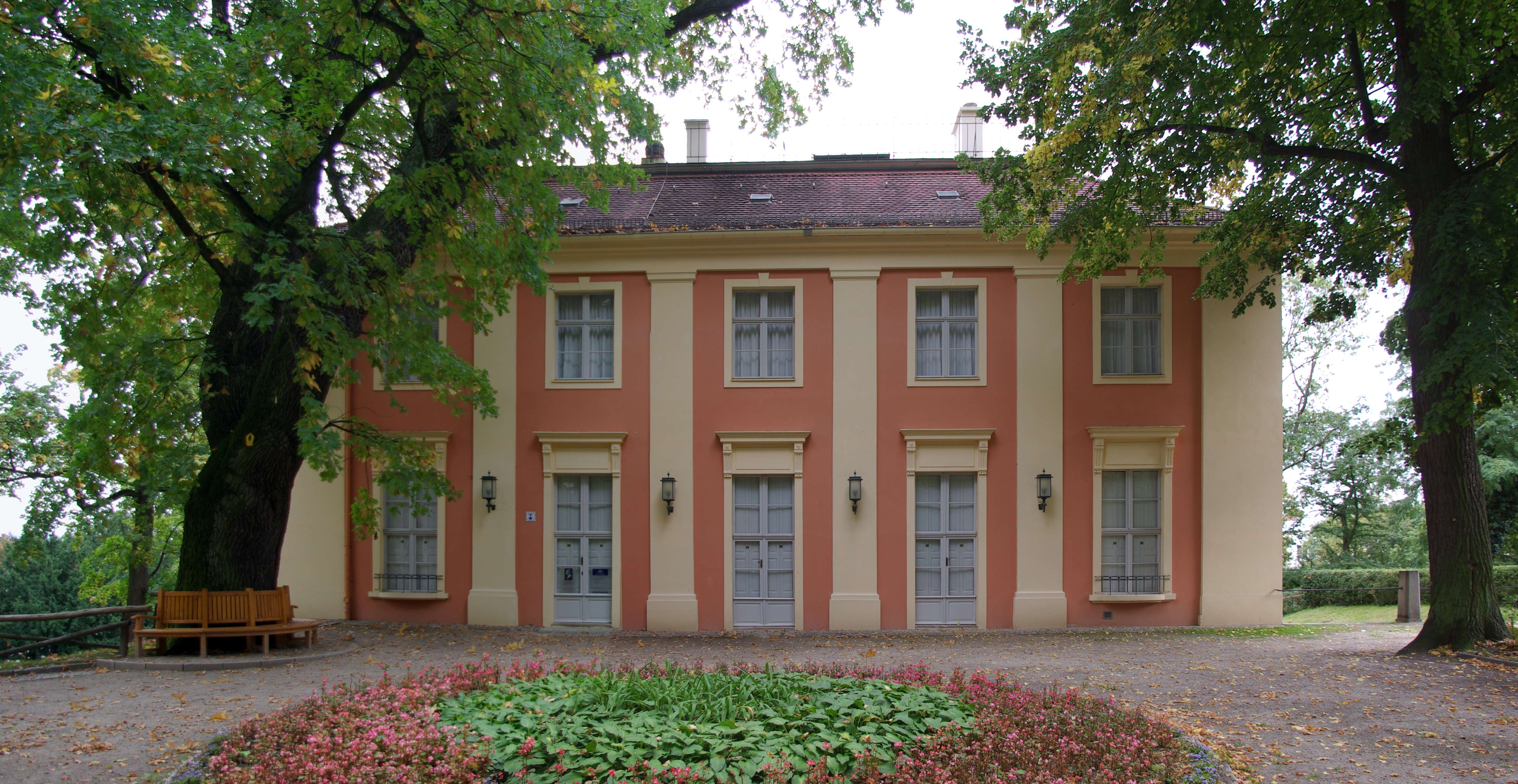
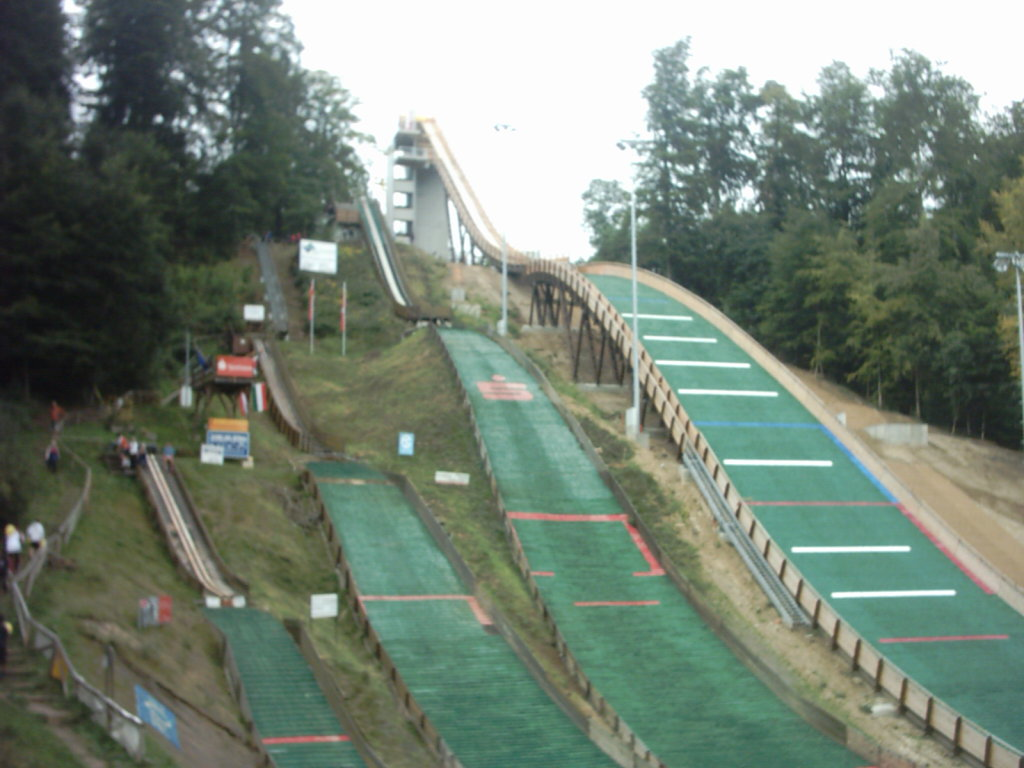